# Thesidium fragile
Thesidium fragile är en sandelträdsväxtart som först beskrevs av Carl Peter Thunberg, och fick sitt nu gällande namn av Otto Wilhelm Sonder. Thesidium fragile ingår i släktet Thesidium och familjen sandelträdsväxter. Inga underarter finns listade i Catalogue of Life.